# Dorfkirche Falkenhagen (Nordwestuckermark)

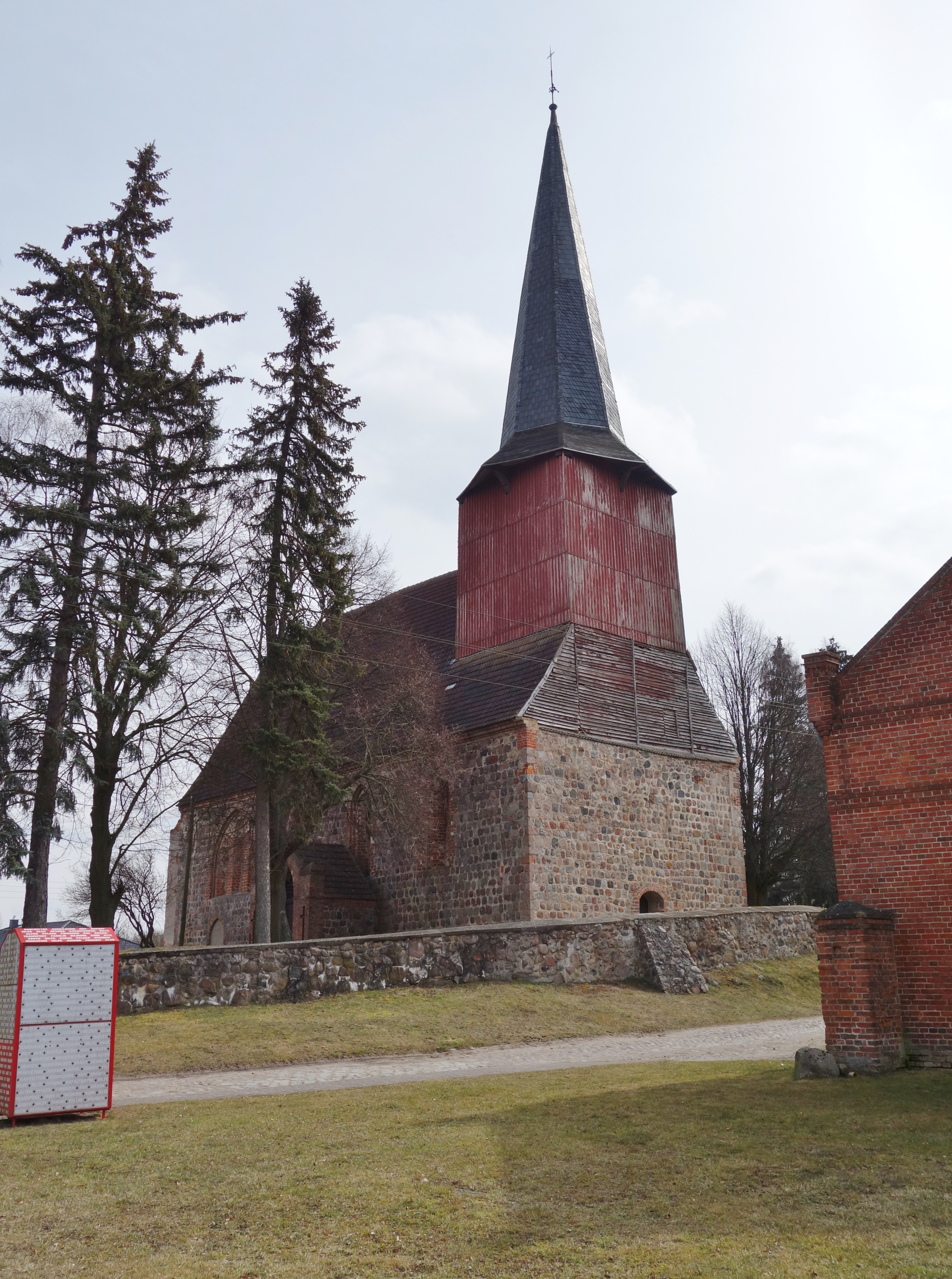
Dorfkirche Falkenhagen (Nordwestuckermark)

Die evangelische, denkmalgeschützte Dorfkirche Falkenhagen steht in Falkenhagen, einem Gemeindeteil der Gemeinde Nordwestuckermark im Landkreis Uckermark in Brandenburg. Die Kirche gehört zur Gesamtkirchengemeinde Schönwerder im Kirchenkreis Uckermark der Evangelischen Kirche Berlin-Brandenburg-schlesische Oberlausitz.

## Architektur
Die Feldsteinkirche wurde in der zweiten Hälfte des 13. Jahrhunderts erbaut. Sie besteht aus einem Langhaus und einem im 18. Jahrhundert angebauten, mit Brettern verkleideten Dachturm, der mit einem achtseitigen schiefergedeckten Knickhelm bedeckt ist. Gleichzeitig wurden die Fenster in den Längswänden des Langhauses vergrößert und die Gewände mit Backsteinen ausgekleidet. Der Innenraum ist mit einer Decke mit Hohlkehle überspannt.

## Ausstattung
Zur Kirchenausstattung gehört ein um 1720 angefertigtes Altarretabel, in dem eine Kreuzigungsgruppe dargestellt ist. In der Predella sind theologische Tugenden dargestellt. Die hölzerne Kanzel entstand zur gleichen Zeit. An den Ecken ihres Korbs stehen Skulpturen der vier Evangelisten. Die Orgel auf der Empore hat elf Register auf zwei Manualen und Pedal. Sie wurde 1852 von Lang & Dinse gebaut.